# Cybalomia
Cybalomia es un género de polillas o mariposas nocturnas de la familia Crambidae.

## Especies
Este género contiene las siguientes especies:
- Cybalomia albilinealis (Hampson, 1896)
- Cybalomia arenosalis Rebel, 1912
- Cybalomia azzalana Rothschild, 1921
- Cybalomia cervinalis Hampson, 1908
- Cybalomia fractilinealis (Erschoff, 1874)
- Cybalomia gratiosalis Christoph in Romanoff, 1887
- Cybalomia gyoti Rebel, 1909
- Cybalomia lactealis (Rothschild, 1915)
- Cybalomia ledereri Rothschild, 1921
- Cybalomia lutosalis Mann, 1862
- Cybalomia pentadalis (Lederer, 1855)
- Cybalomia simplex Warren & Rothschild, 1905

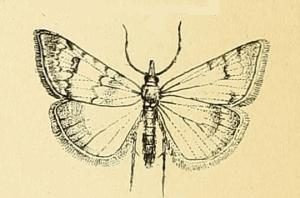
Cybalomia lutosalis